# Chell (Portal)
Chell é a protagonista silenciosa da série de videogames Portal desenvolvida pela Valve Corporation. Ela aparece em ambos Portal e Portal 2 como a principal personagem do jogador.

## Desenvolvimento e design
Erik Wolpaw da Valve sentiu que não tinha importância que tipo de pessoa Chell era, notando que os playtesters do primeiro Portal muitas vezes não sabiam o nome dela, pois nunca é mencionado. Wolpaw explicou que eles nunca mencionaram o nome dela pois  "[jogadores] sentiam que já tinham esse relacionamento com GLaDOS, e queriam que GLaDOS os reconhecessem". Chet Faliszek notou que Chell era a versão feminina do papel de Gordon Freeman como protagonista silencioso. Wolpaw explicou que servia melhor para o humor do jogo se ela não falasse, e se ela, o "homem são num mundo que ficou louco", falasse, "seria uma droga".